# Guadalupe Tepeyac, Las Margaritas
Guadalupe Tepeyac är en ort i Mexiko.   Den ligger i kommunen Las Margaritas och delstaten Chiapas, i den sydöstra delen av landet, 900 km öster om huvudstaden Mexico City. Guadalupe Tepeyac ligger 741 meter över havet och antalet invånare är 144.
Terrängen runt Guadalupe Tepeyac är kuperad, och sluttar österut. Runt Guadalupe Tepeyac är det ganska glesbefolkat, med 30 invånare per kvadratkilometer. Närmaste större samhälle är Francisco Villa, 2,7 km sydväst om Guadalupe Tepeyac. I omgivningarna runt Guadalupe Tepeyac växer i huvudsak städsegrön lövskog.